# Heinz-Wilhelm Eck
Heinz-Wilhelm Eck (Amburgo, 27 marzo 1916 – Amburgo, 30 novembre 1945) è stato un militare tedesco, comandante di U-Boot della seconda guerra mondiale, noto per essere stato l'unico nel proprio ruolo a essere stato processato e condannato a morte per crimini di guerra compiuti durante una missione di combattimento.

## Biografia
Nato ad Amburgo e cresciuto a Berlino, si arruolò nella Kriegsmarine, prendendo parte al consueto programma di addestramento e specializzazione per essere imbarcato sulle navi dragamine sulle quali spese 5 anni a partire dal 1937; dal 1939 assunse il comando di una di queste.
Nel 1942 si offrì volontario per gli U-Boot e dal mese di giugno di quell'anno fu destinato alla base di Pillau per l'addestramento, che si svolse sull'U-124 comandato da Johann Mohr, fino al febbraio del 1943.

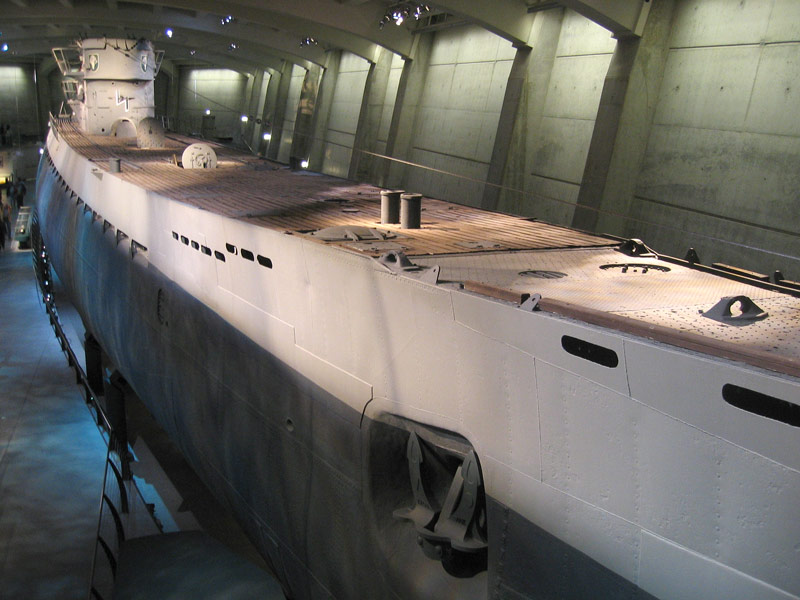
U 505, un U-Boot del Typ IX, in mostra a Chicago

Il 15 giugno, Eck prese il comando dell'U-852, un U-Boot tipo IXD e proseguì l'addestramento per qualche mese prima di lasciare la base di Kiel per l'Oceano Indiano, il 18 gennaio 1944, per quella che sarebbe stata la sua prima e unica missione. Prima della partenza fu avvisato che la sua unità era tra le più vulnerabili della flotta tedesca e che avrebbe dovuto essere molto attento al fatto che i resti delle navi affondate sarebbero stati visibili dalla ricognizione aerea per più giorni.

### Affondamento delPeleus
Il 13 marzo 1944 il sommergibile silurò e affondò il mercantile greco SS Peleus al largo dell'isola di Ascensione nell'Atlantico meridionale. Qualche istante dopo l'unità riemerse e si accostò ai battelli di salvataggio dei naufraghi (si stima fossero circa la metà dei 39 membri di equipaggio), interrogando gli ufficiali. Dopo essersene allontanati, si accese un diverbio tra il comandante tedesco e i suoi uomini sulla possibilità di essere individuati dal nemico sulla base dei relitti galleggianti: da qui prevalse, nonostante il parere contrario del secondo ufficiale, la terribile decisione di eliminare queste prove. L'U-852 tornò verso i naufraghi dopo un'ora: nell'oscurità illuminata dai fari tedeschi le zattere furono bersagliate da raffiche di mitragliatrice e bombe a mano. Solo 3 naufraghi sopravvissero alla strage e furono raccolti 35 giorni dopo, il 20 aprile, dal piroscafo portoghese Alexandre Silva.
Il 1º aprile l'U-852 silurò e affondò il mercantile Dahomian al largo di Città del Capo.
Il 2 maggio il sommergibile fu intercettato e attaccato al largo delle coste somale da sei Vickers Wellington della RAF che lo danneggiarono, permettendo la cattura del battello e dell'equipaggio superstite, comandante compreso. Colui che si era opposto all'azione scellerata, il secondo ufficiale, fu invece ucciso nel corso dell'azione. L'ispezione del libro di bordo, che Eck non era riuscito a distruggere, permise di collegare l'U-852 alla strage del Peleus.

### Processo e condanna
Il 17 ottobre 1945, un tribunale militare inglese presieduto da Sir Melford Stevenson celebrò ad Amburgo il processo contro i responsabili. L'accusa ebbe buon gioco nello sconfiggere la difesa di Eck, basata sulla giustificazione che la distruzione delle zattere di salvataggio era stata effettuata a protezione della propria unità. Hans Lenz, l'ufficiale ingegnere decise di confessare affermando che si era opposto all'ordine di Eck ma che alla fine lo eseguì,venne condannato all'ergastolo (ma fu rilasciato sette anni dopo, nel 1952). Wolfgang Schwender, un ingegnere arruolato, che disse di aver sparato solo ai detriti e non ai sopravvissuti - fino a quando non fu sostituito dal riluttante Lenz - ricevette 15 anni (ma fu rilasciato sei anni dopo, nel 1951). 
Il giudizio si concluse con le condanne a morte del comandante, del medico di bordo Walter Weisspfenning (giudicato criminale di guerra per avere preso parte all'azione nonostante il suo status glielo proibisse secondo la convenzione di Ginevra) e del terzo ufficiale August Hoffman, eseguite mediante fucilazione il 30 novembre 1945 presso la Landa di Luneburgo. L'ultimo appello fu respinto da Bernard Montgomery in persona. Altri membri dell'equipaggio furono giudicati con minore grado di responsabilità e condannati a pene detentive.